# (14361) Boscovich
(14361) Boscovich ist ein Asteroid des Hauptgürtels. Er wurde am 17. Februar 1988 am italienischen Observatorium San Vittore (IAU-Code 552) in Bologna entdeckt.
Der Himmelskörper wurde am 9. Januar 2001 nach dem kroatischen Mathematiker, Physiker und katholischen Priester Rugjer Josip Bošković (1711–1787) benannt, der auch in der Astronomie, Naturphilosophie und Dichtkunst sowie als Techniker und Geodät tätig war.